# Final Four de 2025 da Liga dos Campeões da FIBA

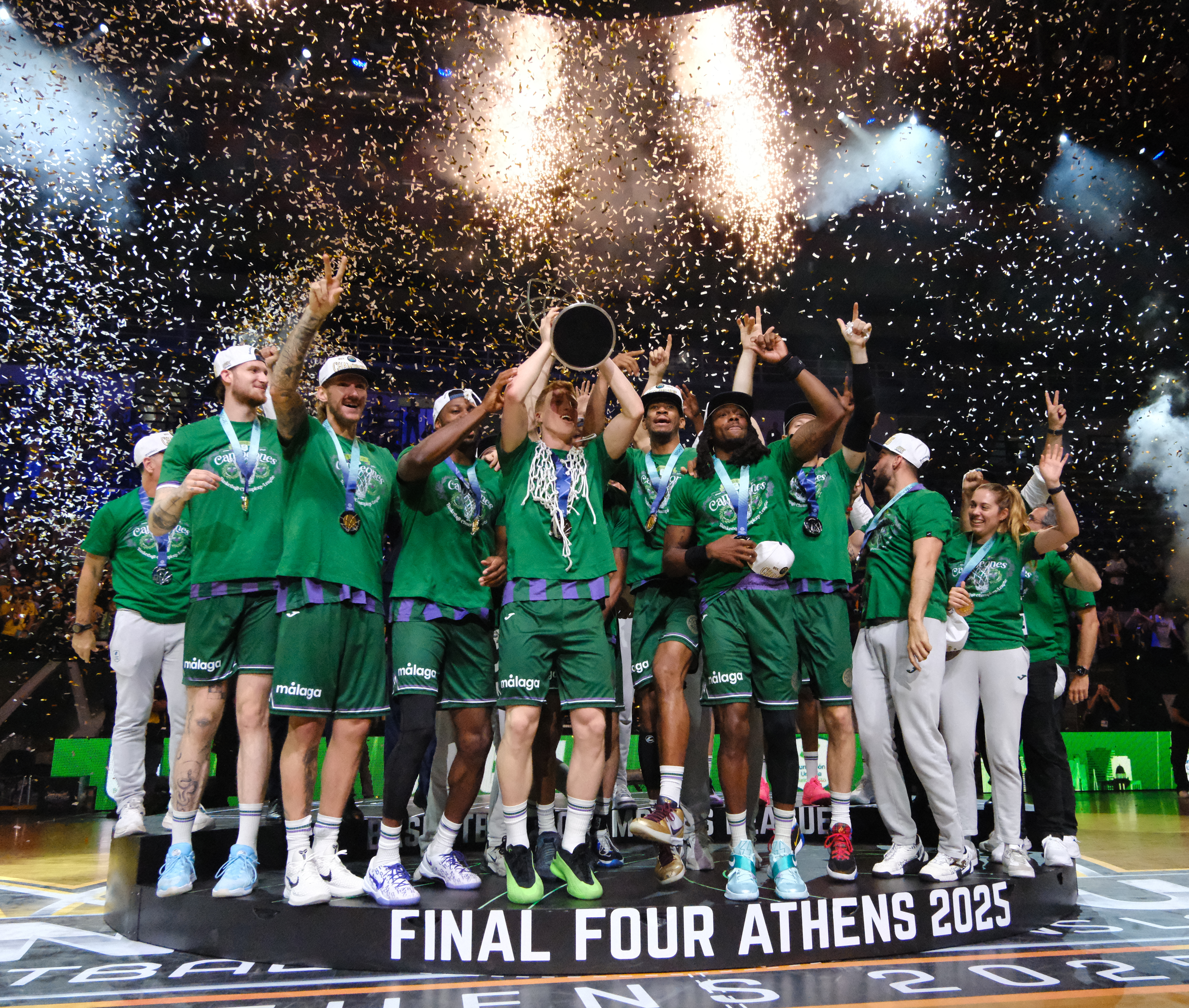

O Final Four de 2025 da Liga dos campeões da FIBA foi a conclusão da Temporada 2024-25 da Liga dos Campeões, encerrando desta forma a 9ª temporada do torneio de primeiro nível entre clubes europeus de basquetebol masculino em competições geridas pela FIBA, sendo a 7ª final nestes moldes. As partidas de semifinais, decisão de terceiro lugar e a grande final foram realizados no Pavilhão de Ano Liossia (SUNEL Arena) em Atenas, Grécia entre 9 e 11 de maio de 2025. As finais ocorreram pela terceira ocasião em solo grego, anteriormente a OAKA já havia sediado em 2018 e 2020
A empresa grega SUNEL, além de nomear a Arena do Final Four, também nomeia através de contrato de naming rights as finais.

## Sede
A Sunel Arena, anteriormente chamada por Pavilhão de Ano Liossia, foi construída entre 2001 e 2004 como uma das sedes dos Jogos Olímpicos de Verão de 2004 nas modalidades de Judo e Luta. Em 2019 o Governo Grego decidiu ceder o uso para a iniciativa privada e coube ao AEK BC a utilização do espaço. 
| Atenas            | AtenasFinal Four de 2025 da Liga dos Campeões da FIBA (Europa) |
| SUNEL Arena       | AtenasFinal Four de 2025 da Liga dos Campeões da FIBA (Europa) |
| Capacidade: 9 025 | AtenasFinal Four de 2025 da Liga dos Campeões da FIBA (Europa) |
|                   | AtenasFinal Four de 2025 da Liga dos Campeões da FIBA (Europa) |

## Chave
|  | Semifinais | Semifinais         | Semifinais     |    |         | Final       | Final | Final |
|  |            |                    |                |    |         |             |       |       |
|  | Espanha    | La Laguna Tenerife | 80             |    |         |             |       |       |
|  | Turquia    | Galatasaray        | 90             |    |         |             |       |       |
|  |            |                    |                |    | Turquia | Galatasaray | 67    |       |
|  |            | Espanha            | Unicaja Malaga | 83 |         |             |       |       |
|  | Grécia     | AEK Betsson        | 65             |    |         |             |       |       |
|  | Espanha    | Unicaja Malaga     | 71             |    |         |             |       |       |

## Semifinais

### Semifinal A -  La Laguna Tenerife x Galatasaray
| 9 de maio de 2025 12:00 (CEST) | Relatório | La Laguna Tenerife                                                                | 80–90 | Galatasaray                                                                  |  | SUNEL Arena, Atenas, Grécia |  |
| 9 de maio de 2025 12:00 (CEST) | Relatório | Placar por quarto: 24-20, 19-20, 12-24, 25-26                                     |       |                                                                              |  | SUNEL Arena, Atenas, Grécia |  |
| 9 de maio de 2025 12:00 (CEST) | Relatório | Pts: M Huertas 18 Rbts: T Scrubb 5 Asts: B Fitipaldo 6 PIR total: G Shermadini 17 |       | Pts: E Izundu 21 Rbts: E Izundu 10 Asts: W Cummings 3 PIR total: E Izundu 28 |  | SUNEL Arena, Atenas, Grécia |  |

### Semifinal B - AEK Betsson x Unicaja Malaga
| 9 de maio de 2025 15:00 (CEST) | Relatório | AEK Betsson                                                                 | 65–71 | Unicaja Málaga                                                                            |  | SUNEL Arena, Atenas, Grécia |  |
| 9 de maio de 2025 15:00 (CEST) | Relatório | Placar por quarto: 20-23, 11-14, 24-13, 10-21                               |       |                                                                                           |  | SUNEL Arena, Atenas, Grécia |  |
| 9 de maio de 2025 15:00 (CEST) | Relatório | Pts: G Golden 19 Rbts: C.J. Bryce 8 Asts: G Golden 5 PIR total: G Golden 23 |       | Pts: D Osetkowski 14 Rbts: D Osetkowski 10 Asts: T Kalinoski 3 PIR total: D Osetkowski 16 |  | SUNEL Arena, Atenas, Grécia |  |

## Decisão do Terceiro Lugar
| 11 de maio de 2025 11:00 (CEST) | Relatório | La Laguna Tenerife                                                              | 73–77 | AEK Betsson                                                             |  | SUNEL Arena, Atenas, Grécia |  |
| 11 de maio de 2025 11:00 (CEST) | Relatório | Placar por quarto: 21-11, 18-17, 16-18, 18-31                                   |       |                                                                         |  | SUNEL Arena, Atenas, Grécia |  |
| 11 de maio de 2025 11:00 (CEST) | Relatório | Pts: D Kramer 15 Rbts: G Shermadini 13 Asts: M Huertas 3 PIR total: D Kramer 15 |       | Pts: R Tucker 20 Rbts: G Golden 7 Asts: R Gray 4 PIR total: R Tucker 20 |  | SUNEL Arena, Atenas, Grécia |  |

## Final
| 11 de maio de 2025 14:00 (CEST) | Relatório | Galatasaray                                                                     | 67–83 | Unicaja Malaga                                                           |  | SUNEL Arena, Atenas, Grécia |  |
| 11 de maio de 2025 14:00 (CEST) | Relatório | Placar por quarto: 13-19, 18-18, 18-19, 18-27                                   |       |                                                                          |  | SUNEL Arena, Atenas, Grécia |  |
| 11 de maio de 2025 14:00 (CEST) | Relatório | Pts: T Wallace 14 Rbts: E Izundu 11 Asts: J Palmer Jr 4 PIR total: T Wallace 16 |       | Pts: T Carter 14 Rbts: T Perez 11 Asts: T Carter 5 PIR total: T Perez 18 |  | SUNEL Arena, Atenas, Grécia |  |

## Premiação
| Basketball Champions League 2024-25 Campeões |
| Espanha                                      |
| -------------------------------------------- |
| Unicaja Malaga (2° título)                   |

### MVP das finais
- Tyson Carter [8]